# Cukrownia „Chełmża”
Cukrownia „Chełmża” – cukrownia w Chełmży, zbudowana w 1882 przez niemiecką spółkę akcyjną, największa w ówczesnej Europie, znajduje się naprzeciwko stacji kolejowej w Chełmży. Pierwszą kampanię cukrowniczą rozpoczęto 25 września 1882 roku.
W roku 1904 została zniszczona przez pożar, odbudowana w 1905 r. W latach 1911–1914 średnia roczna produkcja cukru przekroczyła 31 tys. ton, po I wojnie światowej największa cukrownia w Polsce, w latach 1921/1922 wytworzyła 10 tys. ton cukru, a w latach 1926/1927 – 33 tys. ton.
Po II wojnie światowej nadal czynna, stała się podstawą do utworzenia kombinatu przemysłowego Chełmża, produkującego nie tylko cukier, ale także artykuły z produktów ubocznych, powstających przy przerobie cukru.
W październiku 2000 roku większościowy pakiet akcji przejął koncern Nordzucker AG.